# Salmeskibene
Salmeskibene er to klinkbyggede skibe af skandinavisk oprindelse, som blev opdaget i 2008 og 2010 i landsbyen Salme på Øsel (øen Saaremaa) i Estland. Begge skibe var brugt til skibsbegravelser omkring 700-750 i den nordiske jernalder, og de indeholdt rester af mere end 40 krigere, der var dræbt i kamp, samt adskillige våben og andre artefakter.

## Opdagelse og udgravning
Det første skib blev fundet i 2008, da man fjernede jord i forbindelse med et infrastrukturprojekt. En arkæologisk udgravning blev iværksat og er fortsat siden.[kilde mangler] Det andet skib - det længste - blev fundet i 2010.

### Placering
Skibene ligger ved oldtidens kystlinje omkring 1,5 m over havet og omkring 230 m fra havet og 4 m over dagens havniveau.

### Beskrivelse
Begge salmeskibe er klinkbyggede, og arkæologerne mener, at de er bygget mellem år 650 og år 700 i Skandinavien. Der er tegn på, at de er repareret gennem flere årtier, inden de blev brugt til skibsbegravelsen. Det ene skib er 11,5 m langt og 2 m bredt, og det andet er mere end 17 m langt og 3 m bredt. Skibenes planker var ekstremt tynde - 1.5 cm - men alligevel næsten 30 cm brede, noget som viser en højtudviklet træbearbejdningsteknik. Begge skibene var lette, hurtige og har været ukomplicerede at manøvrere, og de var antagelig beregnet på plyndringstogt og kamp. Ingen af dem havde mast eller sejl, og de må derfor være blevet roet over kortere afstande langs Østersøens kyster eller mellem øer for at nå deres destination. Det er også muligt, at de er blevet roet tværs over Østersøen, da moderne forsøg har vist, at roning over store afstande er muligt. Det oldnordske ord for afstand over vand "vikusjö, vikja": den afstand man kan ro, før der skal skiftes roer, som er omkring 4,2 sømil.

### Rester af mennesker
Skeletrester fra mindst 42 mennesker er fundet på de to skibe. De fleste var mænd på mellem 30 og 40 år, der var blevet dræbt i kamp. Analyser af tænder kombineret med udformningen af de forskellige genstande på stedet, indikerer at mændene kom fra det centrale Sverige. Det lille skib havde skeletrester fra syv mænd; der var mindst 36, som var begravet i fire lag på det store skib.

### Gravgaver
Der er fundet dele af 40 sværd af flere typer samt rester af skjolde, spydhoveder og en del pilespidser. De fleste var med overlæg blevet bøjet og ødelagt, muligvis for at forhindre gravrøveri.
Der er også fundet mindre genstande som en lille økse, knive, slibesten, en benkam med ornamentering, en bjørneklo-halskæde og hundredvis af spillebrikker af hvalknogle og gevir samt seks terninger.
Skeletrester fra to rituelt ofrede hunde og høge til falkonerer blev også udgravet.

## Fortolkninger
Jüri Peets (født 1952) var den ledende arkæolog under udgravningen. Han kom med en tidlig fortolkning: både skibene og mændene ombord var af skandinavisk oprindelse. Ifølge det mest sandsynlige scenarie forsøgte en gruppe fra Skandinavien et plyndringstogt på oeselianere (estiske indbyggere på øen Saaremaa), men blev angrebet af indbyggernes skibe. Skibssiderne på begge skibe har adskillige pilespidser i træet; nogle af en type der var beregnet til brændbart materiale, så man kunne sætte ild på modstandernes huse og skibe. Efter at have mistet mange roere til de estiske bueskytter, har plyndringsmændene sat deres skibe på land for at forsvare sig. Tilsyneladende har oeselianerne efter slaget ladet de overlevende eller en anden gruppe skandinaver begrave deres døde. Gravstedet er ualmindeligt, fordi skibene ikke blev dækket af gravhøje. Stedet er glemt af beboerne, efter det var dækket af sand, jord og vegetation. Denne hypotese har ført til debat om, hvornår vikingetiden begyndte. Salmeskibene og det formodede angreb er 50-100 år ældre end det berømte angreb på Lindisfarne i England i sommeren 793.
Ved fundet af det andet og større skib blev der stillet spørgsmålstegn ved den oprindelige tolkning. Det er sandsynligt, at de, som er begravet på dette skib, har været adelige eller herremænd, hvilket kan ses på det store antal kostbare sværd med bronzefæste og den totale mangel på jævne våben. Hunde og høge indikerer ligeledes, at turen til Estland ikke har været for at plyndre, men nok snarere som underholdning eller diplomati. Peets har foreslået, at mændene muligvis er kommet fra Sverige for at forhandle en alliance eller etablere forbindelse til et kongerige i dette område.

### Legender
Snorri Sturluson nævner i Ynglinga saga, at den svenske konge Ingvar, Östens søn, var en stor kriger, der ofte brugte tid på at patruljere kysterne i kongeriget, hvor han kæmpede med danere og estiske vikinger (Víkingr frá Esthland). Kong Ingvar indgik omsider fred med danerne og kunne herefter tage sig af de estiske vikinger. Han begyndte med at plyndre Estland, og en sommer kom han til et sted kaldet Stein (se Sveigde). Esterne (sýslu kind) samlede en stor hær inde i landet og angreb kong Ingvar i et stort slag. Esternes styrker var store, og Ingvar faldt, hvorefter svenskerne trak sig tilbage. Ingvar blev begravet på et  voldsted (at Steini) på Estlands kyst (Aðalsýsla).